# 巴拿马历史

巴拿马地理位置

巴拿马是中美洲劃分北南美洲的國家。其歷史可追溯至公元前的阿茲特克文明、瑪雅文明。

## 國名由來
於1513年，哥倫布的助手到達一个小漁村（現今的巴拿马城），將之改稱巴拿马。在西班牙语中，巴拿马的意思為漁鄉、漁群。1519年，該漁村正式改稱為巴拿马城，後整個地區都被稱為巴拿马。

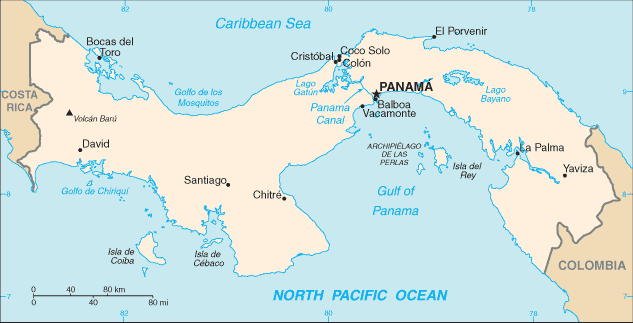
巴拿马位于太平洋与加勒比海之间。

## 歷史

### 前殖民時代
普遍相信來自亞洲的原住民祖先經過巴拿馬地峽前往南美洲。古時在巴拿馬仍未發展出文明，只有簡單的農漁生活。但該地區也稍微受阿茲特克文明、瑪雅文明所影響。
在歐洲人到達巴拿马前，這一帶住著的是一些美洲原住民土著，主要為棋壁參人、卓科恩人
和库埃瓦人。而其中人口最多的為库埃瓦人。而這些土著並沒有發展出文明。據估计，當時的巴拿马僅擁有20万原住民。而考古学家則發現這些原住民大多從事打獵、收集可食植物和水果、種植玉米、可可和根茎作物。而小部份原住民則從事貿易。

### 走入被殖民時代
1513年，哥倫布的助手到達現今的巴拿马城建立據點。後來，巴拿马城一帶被西班牙殖民，實行殘酷統治。
在1698年，蘇格蘭王國企圖殖民巴拿馬，蘇格蘭軍隊於第二次行動中終於登陸了巴拿馬，由於人數太少，很快就被西班牙人包圍擊退。
到1821年为止，巴拿马仍是西班牙帝國在美洲的殖民地之一，但其地位並不重要。

### 脫離西班牙殖民統治
1821年，巴拿马終於成功脫離西班牙，並加入西蒙·玻利瓦尔建立的大哥伦比亚共和国，成為其盟友。
1830年，這個联邦分裂，巴拿马完全成为哥伦比亚的一个省。有人说，巴拿马在其历史上始终都因它的地理位置而成為「奴隶」，是地理因素使之弱小。这個理論既符合其早年的历史，也符合其近代的历史。

### 興建跨洋運河與獨立

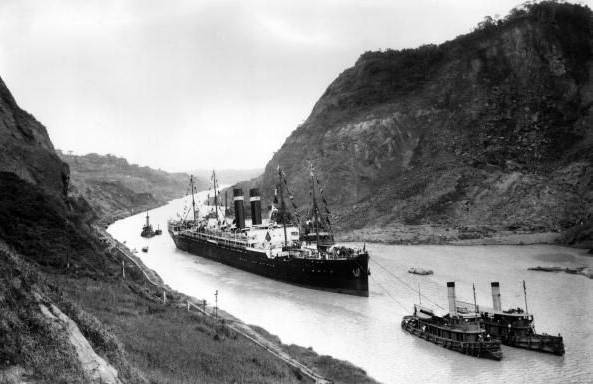
1915年的巴拿马运河

19、20世纪交界的时候，法国人费迪南·莱塞普开始建造一条连接大西洋和太平洋的运河。後來，美国总统西奥多·罗斯福意識到运河的重要性，便使用外交手段试图接管这条重要的运河。另外，當時作為哥倫比亞一省的巴拿马強烈要求脱离哥伦比亚獨立，因此美國有一些政治人物、軍事人物、與利益團體抓緊了這個機會，奪取运河的控制權。
1903年11月，在美国海军的配合下，巴拿马爆发了一场几乎不流血的革命，目的是從哥伦比亚獨立。11月3日，反叛者在巴拿马城宣布巴拿马脫離哥伦比亚的統治，成為一个独立的共和国。两周后，巴拿马立刻与美国签署了「海-艾蘭條約」，给予美国建造和管理巴拿马运河的絕對权利。自此，巴拿马运河成為了美国的囊中之物，並借其優越的運輸因素而壟斷太平洋至大西洋的海運，直至1977年美国同意在1999年将巴拿马运河的管理权交还给巴拿马為止。而这个条约始终都是巴美两国之间外交争论的重大主题。
事实上巴拿马於20世纪的国内政治和它的国际外交始终都与巴拿马运河有密切的关係。
长时间裡巴拿马政府相当不稳定，贪污严重，經常發生一个政府在其總統任期結束前就倒台了。而巴拿马的实际掌权者，就是於1968年上台的奥马尔·托里霍斯将军。直至他在一次空难中逝世为止，他都是巴拿马政治界的实际掌权者。托里霍斯死后，曼纽尔·诺列加獨攬大权。1980年代末，巴拿马和美国當時的外交关系漸趋恶化。

### 美国入侵巴拿马

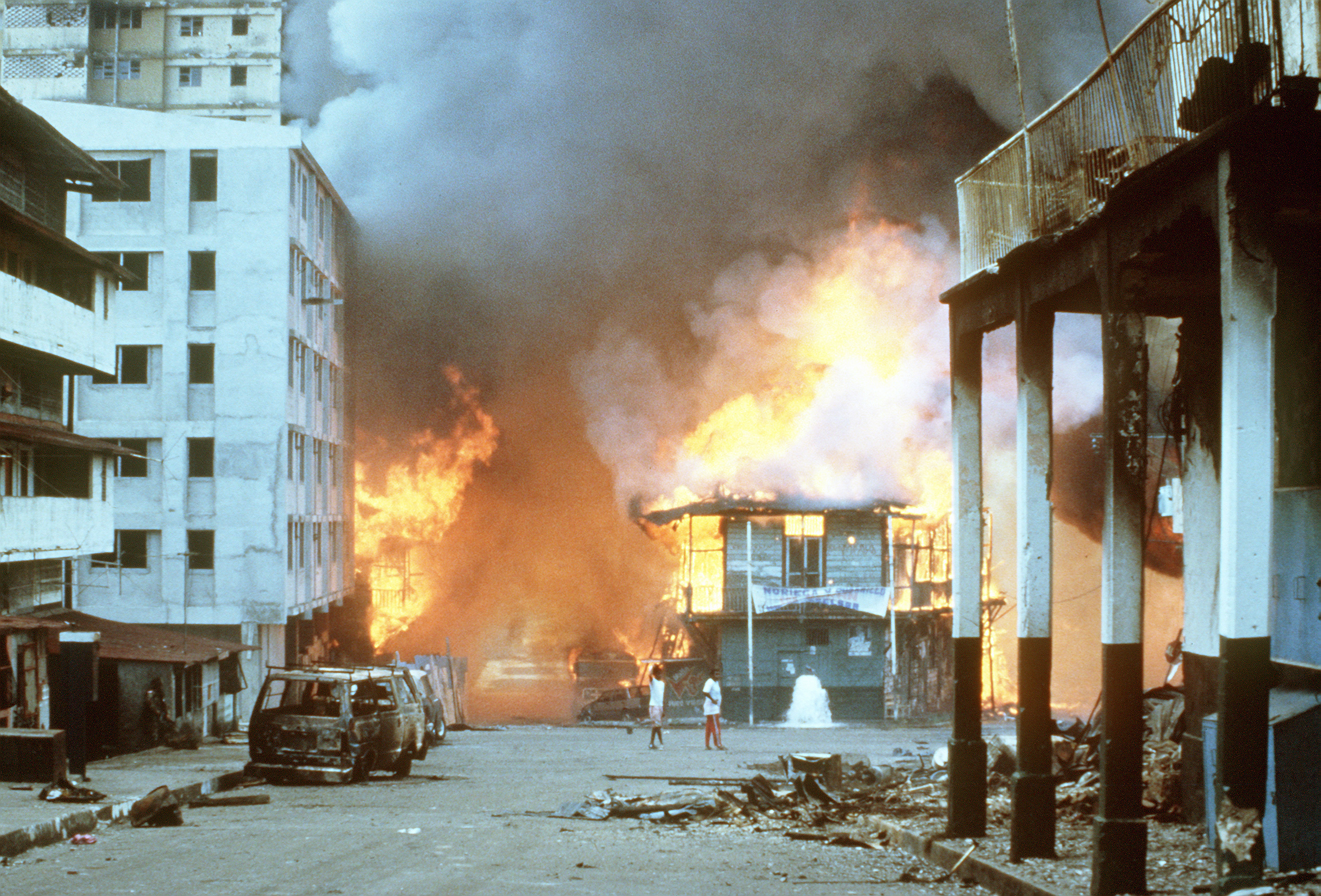
被嚴重燒毁的巴拿马市中心建築

1989年12月，美国入侵巴拿马，其行代號為「正義之師行動」（Operation Just Cause）。當時正值巴拿马运河主权移交前十年，老布殊在任期間。行動期間，美國海軍陸戰隊和陸軍突擊隊閃電突襲了巴拿馬，並迅速贏得了勝利，俘虜了當時巴拿馬的實際上最高領導人、獨裁者和掌權者曼紐爾·諾列加，並解散了當時的巴拿馬國防軍。

#### 行動情況
當時，美国一个海军陆战队的士兵被杀。美国借保护美国居民的安全為由，派兵入侵到巴拿马。
美國開始军事入侵巴拿马時，当地时间正是12月20日凌晨1点钟。此次行动總共有57684名美军和300多架飞机参加。而他们面对的是總數為46000名士兵的巴拿马国防军。美軍行动的首要目标是佔領战略设施。美軍在攻击巴拿马国防军的总部时，引发了一些火灾，令巴拿马市中心的大部分毗邻地區和人口稠密的居民区被嚴重燒毁。据目击者说，這些火災是美国士兵故意放火焚烧的，為的是迫使巴拿马国防军军人离开藏匿地方。
在战斗开始后的几小时，巴拿马反对派政治人物恩达拉在美国罗德曼海军基地宣誓担任巴拿马新总统。诺列加見大勢已去，便逃入梵蒂冈大使馆。数日后，他向美军投降。诺列加投降後立刻被运往佛罗里达州，並被起诉和关押。随后，美国協助巴拿马重新施行自由选举，並重新給予媒體言论自由和新聞自由，国家管理权渐渐和平过渡到公民政府手中。

### 現代
1999年12月31日，美国将巴拿马运河所有土地、建筑、基础设施和所有的管理权都交还给巴拿马，巴美間的衝突終於和平結束。巴拿馬現時是巴拿马运河的管理國，在太平洋和大西洋的經商都有一定的影響力。